# Paula Garcésová
Paula Garcésová (* 20. března 1974 Medellín) je kolumbijská herečka, žijící od sedmi let ve Spojených státech. Věnovala se kickboxu a hrála v reklamách, ve filmu debutovala v roce 1991, výrazné role ztvárnila ve filmech Nebezpečné myšlenky, Zloději času a v akční komedii Pán domu. Hrála také v televizních seriálech Rodina Sopránů, Kriminálka Miami, Sherlock Holmes: Jak prosté, All My Children a Devious Maids. Objevila se ve videoklipu k písní portorického dua Wisin & Yandel „Imagínate“, je autorkou komiksu o superhrdince jménem Aluna, zaměřeného na hispánské publikum, a spolumajitelkou newyorské restaurace From Earth to You Cafe.
Z předmanželského vztahu má dceru Skye Mahoney (* 1992). Od roku 2002 je provdána za producenta Antonia Hernendeze, s nímž má syna Antonia (* 2013).

## Filmografie
- 1991 S partou na tahu
- 1993 Život s Mikeym
- 1995 Nebezpečné myšlenky
- 1998 Harvest
- 2002 Zloději času
- 2003 Marci X
- 2003 Přednosta
- 2003 Spin
- 2004 Zahulíme, uvidíme
- 2005 Pán domu
- 2005 Che Guevara
- 2006 Trhni si!
- 2008 Harold & Kumar Go to Amsterdam
- 2008 Zahulíme, uvidíme 2
- 2011 Zahulíme, uvidíme 3
- 2013 The Maid's Room
- 2014 Adult Beginners
- 2014 Shhh